# Воронина, Александра Ивановна
Александра Ивановна Воронина (род. 17 февраля 1917, деревня Колганово, Городецкий уезд, Нижегородская губерния, Российская империя — 21 декабря 2000, деревня Высоково, Чкаловский район, Нижегородская область, Российская Федерация) — звеньевая колхоза им. Карла Маркса (позднее колхоз «Прогресс») Чкаловского района Горьковской (ныне Нижегородской) области. Герой Социалистического Труда. Депутат сельского и районного Совета народных депутатов.

## Биография
Воронина Александра Ивановна родилась 17 февраля 1917 года в деревне Колганово Городецкого уезда Нижегородской губернии в крестьянской семье. Окончила четыре класса Потеряхинской средней школы. В 1939 году начала работать рядовой колхозницей полеводческой бригады в колхозе «Прогресс» Чкаловского района (ранее им. К.Маркса). С 1947 года руководила звеном по выращиванию льна.
В 1946 году награждена медалью «За доблестный труд в Великой Отечественной войне 1941-1945 гг.». С 1947 года Александра Ивановна руководила звеном по выращиванию льна в своём колхозе.
Указом Президиума Верховного Совета СССР от 9 апреля 1949 года за полученные в 1948 году урожаи льна-долгунца - 10,3 центнера волокна и 5,8 центнера семян с гектара на площади 2,6 гектара звеньевая Воронина Александра Ивановна удостоена звания Герой Социалистического труда с вручением ордена Ленина и золотой медали «Серп и Молот».
В 1951 году А.И. Воронина была направлена в двухгодичную школу садоводов в город Лысково. По окончании школы работала садоводом в своём колхозе.
В 1953-1955 годах училась в трёхгодичной школе по подготовке руководящих колхозных кадров. Окончив её, работала агрономом в колхозе «Прогресс». В 1957 году была участницей ВДНХ, занесена в книгу Почета ЦК ВЛКСМ. В 1959 году начала работать на Заволжском моторном заводе. Работала станочницей, сверловщицей, контролёром ОТК.
В ноябре 1962 года стала членом КПСС. Трижды избиралась депутатом в сельский и дважды в районный Советы народных депутатов. Являлась членом цехкома, наставником молодёжи.
С 1948 года жила в городе Заволжье Городецкого района. Умерла 21 декабря 2000 года и похоронена в д. Высоково Чкаловского района Нижегородской области.